# Річардас Ґавяліс
Річардас Ґавяліс (лит. Ričardas Gavelis; *8 листопада 1950, Вільнюс — †18 серпня 2002, Вільнюс) — литовський письменник, драматург і журналіст. Створив вільнюський цикл романів, який дає етичні відповіді на реальність радянської окупації.

## Біографія
Після закінчення в 1968 школи в Друскінінкаї, вступив на фізичний факультет Вільнюського університету. З 1973 по 1977 працював в Інституті фізики Академії наук Литви.
У 1978-1980 співробітник редакцій журналів «Mokslas ir gyvenimas» і «Pergalė». З 1992 по 2002 — журналіст щоденної газети «Respublika» і тижневика «Veidas».
Похований на цвинтарі Антакалніо в Вільнюсі.

## Творчість
Представник сучасної литовської літератури.
Автор романів, збірок оповідань і повістей, сценаріїв.
Роман Ґавяліса «Вільнюський покер» (1989) став справжнім маніфестом постмодернізму і звільнення литовської прози. Книжка мала безпрецедентний успіх: перше видання роману накладом 50 тис. примірників, розходиться за лічені тижні, наступний наклад (120 тис. примірників) щезає з полиць книгарень упродовж декількох місяців. У романах Ґавяліса Вільнюс стає простором магічної дійсності — герметичним лабіринтом ігор тоталітарної системи, в блуканнях по якому суб'єкти майже сходять з розуму.
Створив Вільнюський цикл романів «Вільнюс Джаз» (1993), «Останнє покоління людей Землі» (1995), «Prarastų godų kvartetas» (1997), «Сім способів самогубства» (1999). У 1991 він опублікував роман «Спогади молодої людини», оцінений критиками, як глибокий художній образ тоталітарного режиму. Видав чотири збірки оповідань і есе.
Його твори характеризуються поєднанням буйної фантазії, еротизму, філософських роздумів про людське буття і психологізм.
Крім прози, створив кілька п'єс і кіносценаріїв, в тому числі, «Зустрічі з 9 до 9» (1980), «Двійник» (роман і короткометражка, 1990) і «Ліс богів» (2005).
Роботи Ґавяліса перекладені англійською, латвійською, французькою, польською, українською, фінською, німецькою, македонською і білоруською мовами.

## Вибрані твори
- Neprasidėjusi šventė, 1976
- Įsibrovėliai, 1982
- Nubaustieji, 1987
- Vilniaus pokeris, 1989
- Jauno žmogaus memuarai, 1991
- Vilniaus džiazas, 1993
- Paskutinioji žemės žmonių karta, 1995
- Taikos balandis, 1995
- Prarastų godų kvartetas, 1997 ISBN 9986-16-071-5
- Septyni savižudybių būdai, 1999
- Sun-Tzu gyvenimas šventame Vlniaus mieste, 2002

## Українські переклади
- Вільнюський покер / Річардас Ґавяліс ; пер. з лит. Володислава Журби. — Львів : Видавництво Старого Лева, 2020. — 720 с. — ISBN 978-617-679-743-2 [Архівовано 9 липня 2020 у Wayback Machine.].